# 2597 Arthur
2597 Arthur là một tiểu hành tinh vành đai chính, được phát hiện bởi Edward L. G. Bowell vào năm 1980. Nó được đặt theo tên vua Arthur, người cai trị huyền thoại của người Anh.